# モッズ特捜隊
『モッズ特捜隊』（モッズとくそうたい、原題：The Mod Squad）は、1968年9月24日から1973年8月23日までアメリカン・ブロードキャスティング・カンパニー (ABC) で放送されていたアメリカ合衆国のテレビドラマである。全5シーズン・123回。
モッズ・ファッションに身を固めた3人の若者がロサンゼルス市警察の特命チーム“モッズ特捜隊”として活躍するポリス・アクションドラマ。製作総指揮はアーロン・スペリングとダニー・トーマス。

## あらすじ
ロサンゼルスを舞台に、様々な事情で社会からはみ出した3人の若者が、ロサンゼルス市警察のグリア警部の指揮のもと、特命チーム“モッズ特捜隊”を結成し、様々な犯罪に立ち向かう。

## キャスト

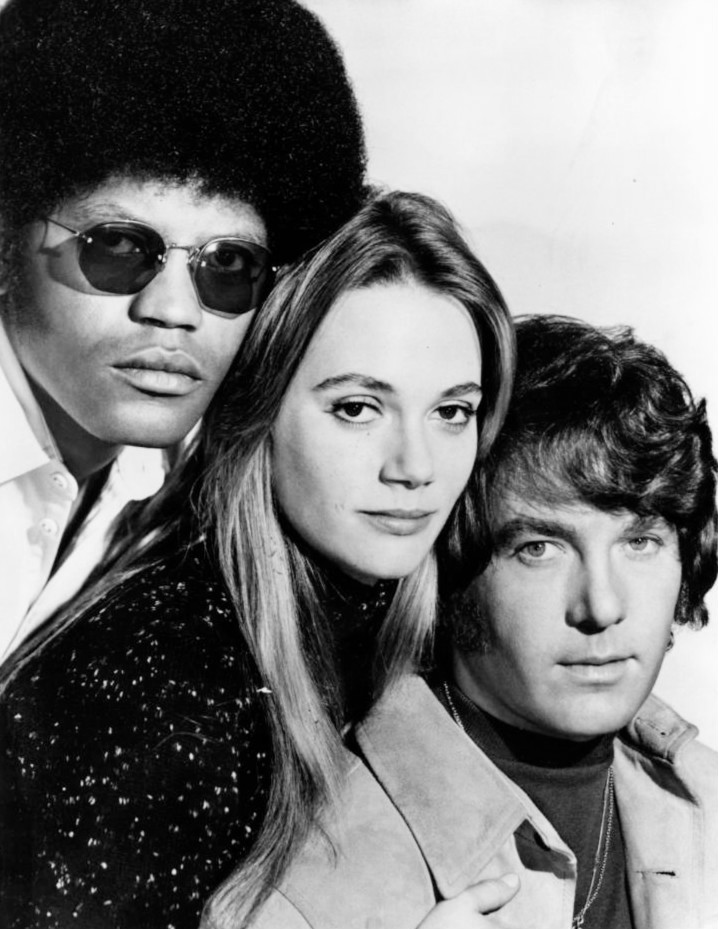
レギュラーキャスト。左からクラレンス・ウィリアムズ3世、ペギー・リプトン、マイケル・コール。

- ピート・コクラン：マイケル・コール（英語版）
- リンカーン・ヘイズ：クラレンス・ウィリアムズ3世
- ジュリー・バーンズ：ペギー・リプトン（吹替：北浜晴子）
- アダム・グリア警部：タイジ・アンドリュース（英語版）（吹替：田口計）

## 日本での放送
日本では、1969年3月14日から同年9月5日まで東京12チャンネル（現・テレビ東京）で第1シリーズのみが放送された。放送時間は、同年4月25日までは毎週金曜 21:00 - 21:56、同年5月2日からは毎週金曜 21:30 - 22:26 （日本標準時）。初回のみ21:00から22:26までの30分拡大版で放送された。

## リメイク
本作は、1999年に映画『モッド・スクワッド』（The Mod Squad）としてリメイクされた。映画版には、ドラマ版のレギュラーキャストだったクラレンス・ウィリアムズ3世がリンカーンの祖父役で、ペギー・リプトンがジュリーの叔母役でカメオ出演している。